# Marie Tharp
Pour les articles homonymes, voir Tharp.
Marie Tharp est une géologue, cartographe et océanographe américaine née le 30 juillet 1920 à Ypsilanti (Michigan) et morte le 23 août 2006 à Nyack (État de New York). Ses travaux ont contribué de manière décisive à l'acceptation de la théorie de la tectonique des plaques par la communauté scientifique des sciences de la Terre.

## Biographie

### Famille et jeunesse
Marie Tharp est la fille de Bertha Louise Tharp, professeure d'allemand et de latin, et de William Edgar Tharp, géomètre employé au Département de l'agriculture des États-Unis. Elle suit souvent son père à son travail, s'initiant ainsi à la cartographie. À cause de la profession du père, la famille déménage souvent.
Quand son père part à la retraite en 1931, Marie a fréquenté plus de 20 écoles publiques en Alabama, Iowa, Michigan et Indiana. Cette année-là, la famille emménage dans une ferme à Bellefontaine, Ohio, où peu de temps après la jeune fille est diplômée du collège.

### Études
Diplômée en anglais et musique en 1943 de l'université de l'Ohio, Marie Tharp poursuit, l'année suivante, des études en géologie à l'université du Michigan, en suivant un programme réservé aux femmes. Elle étudie la géologie structurale, la sédimentologie ou encore la minéralogie. Elle est l'une des premières femmes à être admises en géologie.
Elle commence à travailler comme géologue pour la compagnie pétrolière de l'Oklahoma Stanolind et, dans le même temps, est diplômée en mathématiques à l'université de Tulsa, en 1948. Cette même année, elle rejoint le département de géologie de l'université Columbia comme assistante chercheuse de William Maurice Ewing au sein de son laboratoire. Elle va y travailler jusqu'à sa retraite, en 1982.

### Carrière

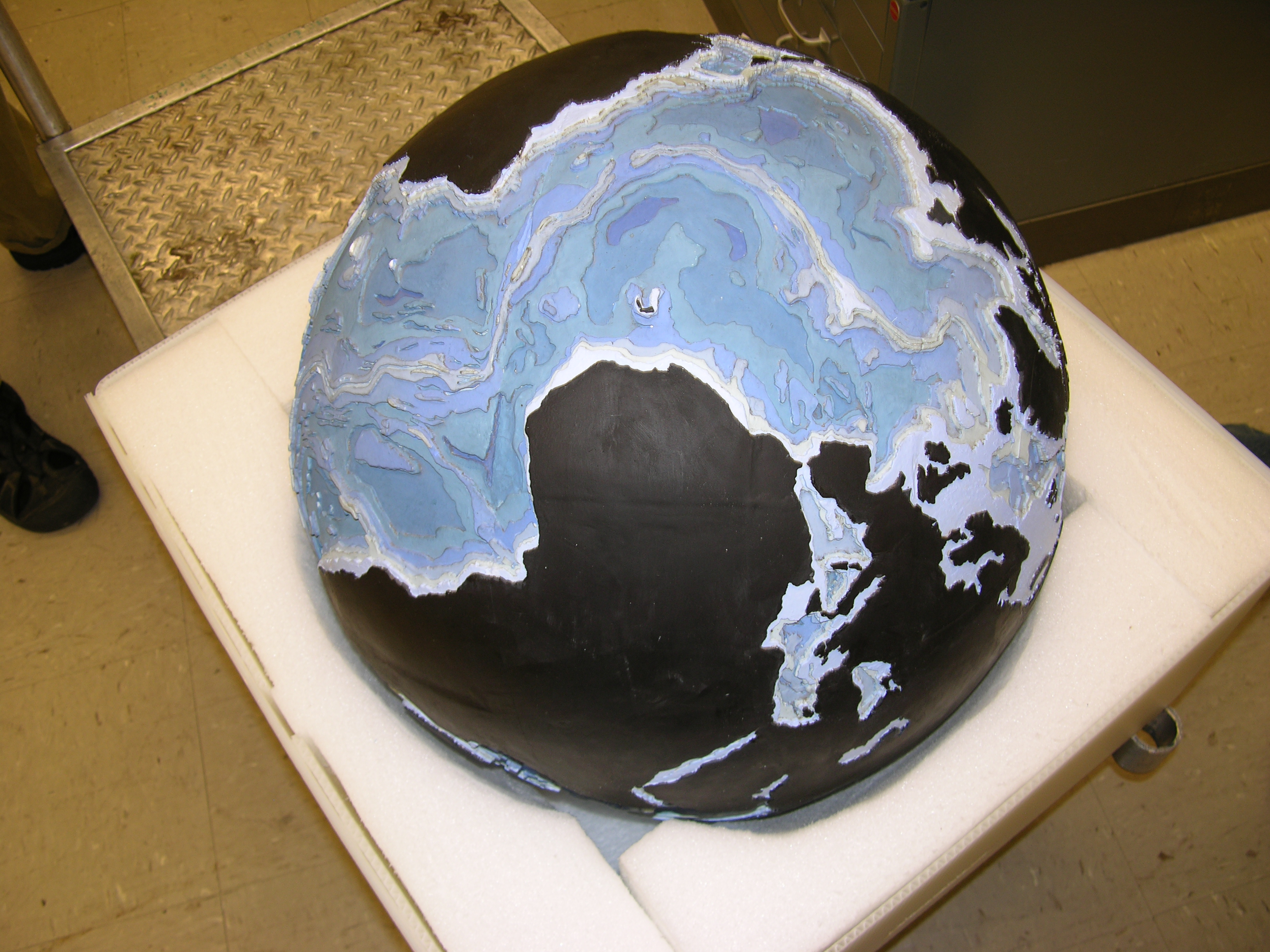
Une étape de la production d'un exemplaire du globe bathymétrique produit par Bruce C. Heezen et Marie Tharp dans leur quête pour comprendre la physiographie du fond marin (un ballon de basket-ball servant de support). Ces modèles sont exposés dans la Division Géographie et Carte de la bibliothèque du Congrès.

Avant de travailler sur les cartes topographiques des fonds marins, Marie Tharp et Bruce C. Heezen se chargent des photographies des fonds sous-marins afin d'aider à trouver des carcasses d'avions abattus lors de la Seconde Guerre mondiale. Ils découvrent de nombreuses vallées profondes creusées dans le plancher océaniques où peuvent s'être échoués les sous-marins américains. Ils découvrent également où et comment les câbles transatlantiques sont brisés.
Elle est ensuite chargée, avec Bruce C. Heezen, par le Lamont-Doherty Geological Observatory de l'université Columbia, de faire des diagrammes physiographiques à partir de relevés bathymétriques réalisés dans l'océan Atlantique. Marie Tharp est alors la première à signaler, en 1952, l'existence d'une vallée, le rift, dans l'axe des dorsales,. Marie Tharp en conclut que des pans de la croûte terrestre dérivent mais, victime du sexisme de l'époque, cette théorie est dans un premier temps considérée comme « une hérésie scientifique », Heezen réfutant même les preuves fournies par sa collègue en les qualifiant de « trucs de fille ».
Jusqu'en 1965, elle ne participe à aucune des 33 expéditions de récolte de données qu'effectue Heezen à bord du Vema, le navire de recherche du Lamont Doherty Geological Observatory : encore une fois à cause du sexisme latent de l'époque, aucune femme n'est en effet autorisée à monter à bord des navires de recherche pour recueillir les profils des fonds marins car on considérait qu'elles portaient malchance. Marie Tharp est chargée de calculer, d'interpréter et de visualiser les données récoltées par Heezen. Il lui faut patienter jusqu'en 1965 pour, enfin, accompagner Heezen en mer et récolter les données qui lui permettent d'améliorer, par deux fois, sa carte du plancher de l'Atlantique, en 1968 puis 1972,,.
Leur première carte, publiée en 1959, permet de mettre en évidence la physionomie de la dorsale océanique nord-atlantique. Elle est complétée en 1961 par les données concernant l'Atlantique Sud et en 1964 par l'océan Indien. En 1977, alors que Bruce C. Heezen meurt d'une crise cardiaque, Marie Tharp continue leur travail et ne désire désormais « rien d'autre que de terminer la carte commencée ».

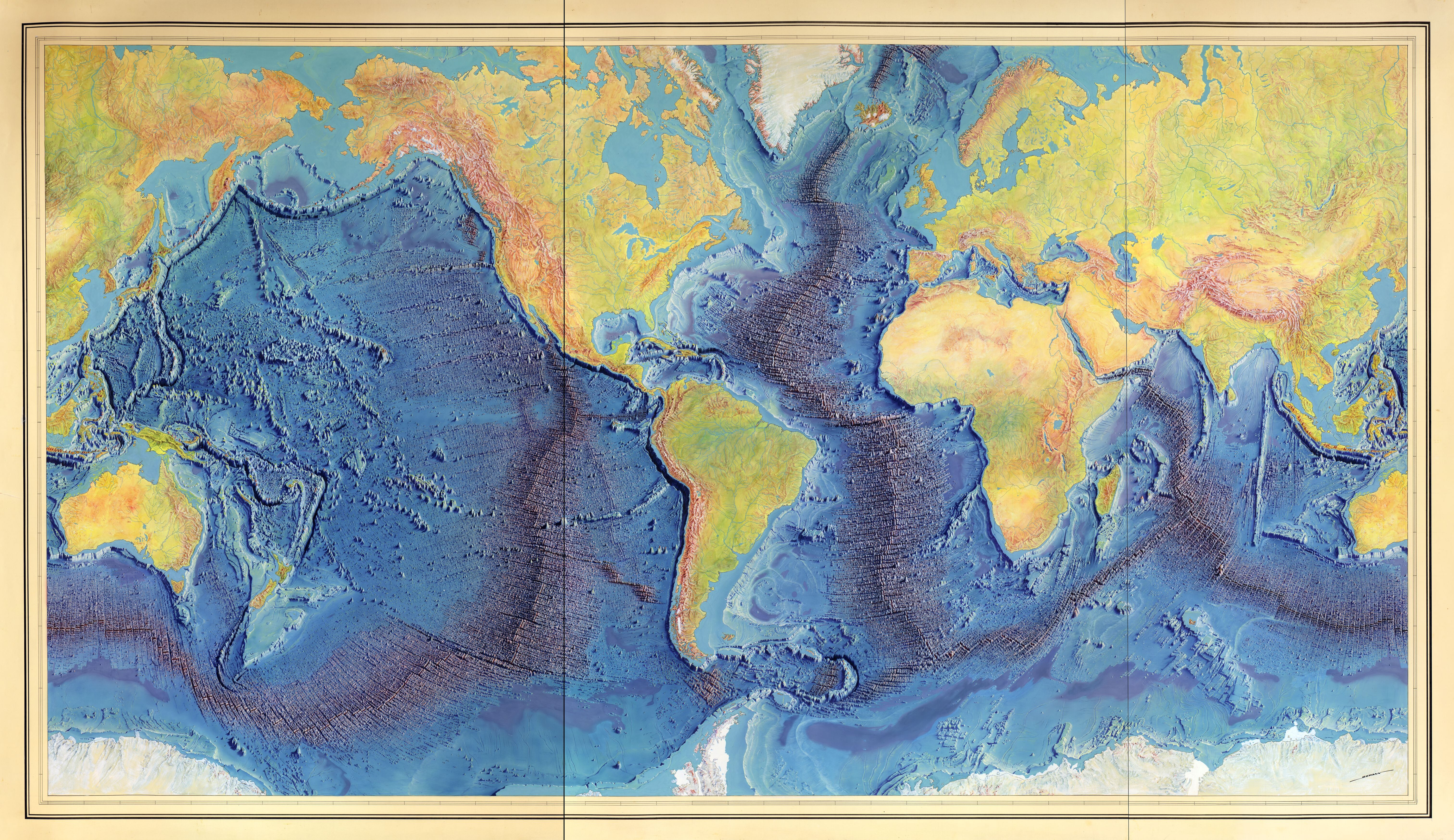
Peinture d'Heinrich C. Berann illustrant le fond des océans d'après Marie Tharp et Bruce C. Heezen (1977).

La carte mondiale de la topographie des fonds océaniques, réalisée en collaboration avec le peintre Heinrich C. Berann, est publiée moins d'un an plus tard par l'Office of Naval Research. Cette carte spectaculaire des fonds marins, qui montre alors l'invisible, est parvenue à faire accepter la théorie de la dérive des continents, davantage que des travaux très scientifiques et moins accessibles. Cette carte est un élément de première importance dans la découverte de la théorie de la tectonique des plaques,.

### Vie privée
Elle épouse David Flanagan en 1948 et ils déménagent ensemble à New York. Ils divorcent en 1952.

### Décès
Elle meurt d'un cancer à l'hôpital de Nyack, à New York, le 23 août 2006, à l'âge de 86 ans.

## Œuvres
- (en-US) 1959 : The Floors of the Oceans. I : The North Atlantic, Marie Tharp et Bruce C. Heezen
- (en-US) 1977 : World Ocean floor panorama, Marie Tharp et Bruce C. Heezen, peint par Heinrich C. Berann, Library of Congress, 1977

## Hommages

### Prix et reconnaissances
- 1978 : médaille Hubbard de la National Geographic Society, avec[5]
- 1996 : prix de la Society of Women Geographers
- 1997 : Honneur de la Library's Phillips Society (section de la Bibliothèque du Congrès) reconnaissant Marie Tharp comme l'une des quatre plus remarquables cartographes du XXe siècle[9]
- 1999 : Women's Pioneer in Oceanography Award de l'Institut océanographique de Woods Hole
- 2001 : First Lamont-Doherty Honors Award de l'université Columbia[3]

### Postérité
En 1997, Tharp a été reconnue par la Bibliothèque du Congrès comme l'une des quatre plus grandes cartographes du XXe siècle. Le poste de professeur de recherche Marie Tharp Lamont a été créé en son honneur.
En 2009, Google Earth a ajouté une couche de carte historique Marie Tharp, permettant aux utilisateurs de visualiser sa carte des fonds océaniques via l'interface Google Earth.
En 2015, l'Union astronomique internationale a nommé un cratère lunaire en son honneur : le cratère Tharp (ca).
En 2021, une médaille, au nom de Marie Tharp, a été créée par l'Union européenne des géosciences (EGU), plus précisément à la demande des membres de la division Tectonique et géologie structurale afin de lui rendre hommage. Cette médaille a pour but de reconnaître des contributions scientifiques majeures par rapport a la structure des fonds marins et des processus tectoniques et géologiques. Ainsi un ou une scientifique peut être nommé par les membres de l'EGU et se voir décerner la médaille pour récompenser des travaux d'excellence.
Le 21 novembre 2022, Google lui a rendu hommage en publiant un Google Doodle interactif avec narration, mini-jeux et animations racontant son rôle dans la découverte de la dérive des continents et mettant en lumière son travail.